# 1738 Oosterhoff
1738 Oosterhoff eller 1930 SP är en asteroid i huvudbältet som upptäcktes den 16 september 1930 av den holländske astronomen Hendrik van Gent i Johannesburg. Den har fått sitt namn efter den nederländske astronomen P. Th. Oosterhoff.
Asteroiden har en diameter på ungefär 7 kilometer och den tillhör asteroidgruppen Flora.